# Zircon
A nu se confunda cu zirconiu (element chimic) sau zirconia, ZrO2  (compus chimic)
Zirconul este un mineral din clasa silicaților, mai precis din grupa inosilicaților, având formula chimică ZrSiO4. Mineralul cristalizează în sistemul tetragonal și are duritatea de 6,5 - 7,5 pe scara Mohs. Culoarea naturală a zirconului variază între incolor, galben-auriu, roșu, până la brun, dar poate fi și verde, albastru, sau negru. Urma lăsată pe porțelan este albă. Exemplare de zircon pur sunt un înlocuitor ca piatră prețioasă al diamantului, cu care se poate confunda.

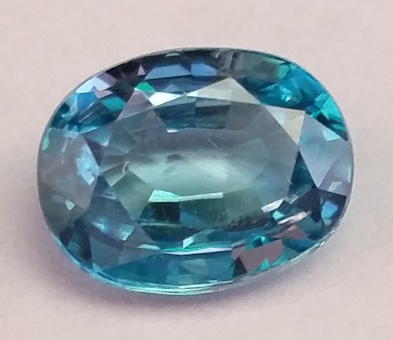
Zircon albastru tăiat de 3.36 carate

## Etimologie, Istoric
Numele poate proveni din limba arabă „zarqun” (cinabru HgS), sau din persană „zargun” (auriu).

## Răspândire
Zirconul este cel mai vechi mineral cunoscut de om și cel mai frecvent mineral de zirconiu din scoarța pământului. Mineralul ia naștere ca produs primar în procesul de cristalizare în rocile magmatice, ca granit, și roci bazice ca pegmatit sau sienit.
În rocile metamorfice zirconul prin procesul de răcire va recristaliza sau cristaliza din nou. În rocile sedimentare zirconul datorită durității mari rezistă proceselor de eroziune și transport, poate fi întâlnit sub forme dendritice, care au dimensiuni de 100-300 µm. 
Prin procesele de analiză a formei, suprafeței cristalului se pot stabili condițiile de formare și dezvoltare a mineralului.

## Proprietăți chimice
Zirconul conține frecvent incluziuni străine (impurități) alcătuite din alte elemente (hafniu, thoriu sau uraniu) sau minerale. Compoziția teoretică a mineralului este de 67,1 %  ZrO2 și 32,9 % SiO2; deviații de la acest raport conduc la densități variabile de 3,9-4,8 g/cm3.

## Structură
În unele minerale de zircon este rețeaua cristalină distrusă total sau parțial prin metamictizare. Astfel de cristale au o culoare mai închisă (brună), o duritate și o densitate mai redusă.

## Utilizare

### În geologie
După dezvoltarea metodei de stabilire a vărstei rocilor prin radiometrie, zirconul a devenit un mineral important pentru această ramură de cercetare numită „Geocronologie”. Zirconul prin conținutul său de urme (10 ppm - 5 %) de izotopi radioactivi de uraniu (235U, 238U) și 232Th. Acești izotopi prin procesul de dezintegrare (descompunere) radioactivă trec prin intermediul unor specii intermediare (serie de dezintegare), până ce se transformă plumb. 

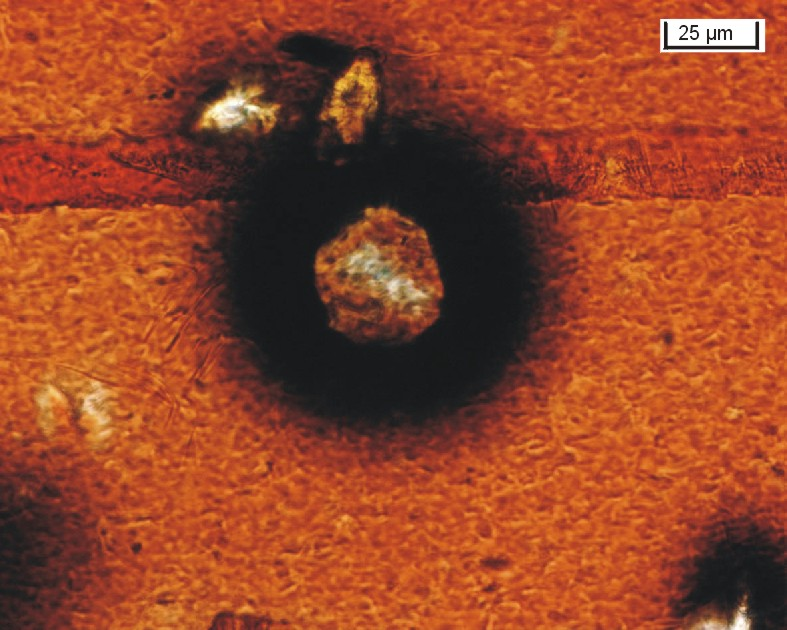
Zircon în biotit: prin dezintegrare radioactivă se emit particule alfa care distrug rețeaua cristalină a biotitului; astfel iau naștere așa numitele zone de pleochroism

Prin radiometrie se determină în ce fază de transformare a ajuns izotopul radioactiv, acest raport poate stabili vârsta de cristalizare a zirconului și a rocilor în care s-a format mineralul. Zirconul este foarte rezistent la procesele de eroziune și chiar la procesele de geometamorfice, putând conserva astfel informația oferită de izotopii radioactivi.
Până în prezent cel mai vechi mineral descoperit pe pământ este zirconul din Narryer Gneiss Terrane, Yilgarn Craton, Australia de vest, mineralul având vârsta de 4,404 miliarde de ani (aceasta ar fi vârsta de la formare prin cristalizare).
În luna februarie 2014, un fragment de zircon din Jack Hills (Narryer Gneiss Terrane din Yilgarn Craton, Australia de Vest) a fost declarat cea mai veche rocă de pe Terra cu o vechime de 4,4 miliarde de ani. Analiza a condus la concluzia că scoarța terestră s-a format acum aproximativ 4,4 miliarde de ani, la numai 160 milioane de ani după formarea sistemului nostru solar, susținând teoria răcirii timpurii a Pământului. 

### Ca materie primă
Mineralul este principalul zăcământ de zirconiu și hafniu, are punctul de topire de cca. 3000 °C, fiind folosit în topitorii, industria abrazivelor, ca implantate proteze, coroane, în stomatologie, sau chiar în reactori nucleari.
Datorită indicelui mare de refracție (1,95) (pentru comparație diamantul are 2,4, zirconia 2,2, cuarțul 1,5) exemplarele mari sunt apreciate ca pietre prețioase. Prin tratarea cu căldură, poate culoarea brună sau tulbure a mineralului să devină incolor, albastru sau galben-auriu.
Oamenii de știință de la „University of Cambridge” au constatat că zirconul a rezistat radiațiilor plutoniului (Pu239) timp de 210 ani. 
Zăcăminte de unde se exploatează zirconul sunt: India, USA, Australia, Sri Lanka sau Africa de Sud.